# Michael Foster (physiologiste)
Pour les articles homonymes, voir Michael Foster et Foster.
Michael Foster est un physiologiste britannique, né le 8 mars 1836 à Huntingdon et mort le 29 janvier 1907 à Londres.

## Biographie
Il fait ses études à l’University College School. Il est diplômé en médecine à l’université de Londres en 1859 et commence à exercer dans sa ville natale. En 1867, il retourne à Londres pour enseigner la physiologie pratique à l’University College School et est nommé professeur deux ans plus tard. En 1870, il est embauché au Trinity College. En 1883, il est le premier titulaire de la chaire sur la physiologie, qui vient d’être créée, de l’université, fonction qu’il occupe jusqu’en 1903. Parmi ses étudiants, il faut signaler Sir Charles Scott Sherrington (1857-1952), qui reçoit le Prix Nobel en 1932.
Grand pédagogue et bon administrateur, il prend une large part à l’organisation et au développement à l’école biologique de Cambridge. De 1881 à 1903, il est l’un des secrétaire de la Royal Society, ce qui lui permet d’exercer une profonde influence sur l’étude de la biologie en Grande-Bretagne. En 1899, il est fait chevalier.
L’année suivante, il est élu pour représenter l’université de Londres au parlement.
Foster est aussi un spécialiste des iris dont il découvrit plusieurs espèces dont Iris lineata Foster ex Regel.
Iris fosteriana est nommé en son honneur en 1881 par le Dr Aitchison qui le découvre au Turkmenistan.

## Liste partielle des publications
- 1876 : Textbook of Physiology — ouvrage de référence.
- 1901 : History of Physiology in the 16th, 17th and 18th Centuries — recueil de conférences données au Cooper Medical College de San Francisco en 1900.

## Référence
(en) « Michael Foster (physiologiste) », dans Encyclopædia Britannica , 1911 (lire sur Wikisource).

## Source
- Traduction de l'article de langue anglaise de Wikipédia (version du 2 février 2007).